# Джебалия
Джебалия (иногда Джабалия, араб. جباليا‎) — город на севере сектора Газа.

## История
Известен своей плодородной почвой и цитрусовыми деревьями. Правитель из мамлюков, который управлял областью в 1300-х, пожертвовал землю для Мечети Омери. Кроме портика и минарета от здания древней части мечети ничего не сохранилось. Портик состоит из трёх галерей, поддержанных четырьмя каменными колонами. Галереи унизаны арками как и сам портик.
Рядом есть кладбище и церковь, датируемое византийским и римским периодами по мозаичному полу церкви. Пол украшен рисунками диких животных, птиц, плантаций, деревьев.
Непосредственно рядом с городом расположен лагерь палестинских беженцев с таким же названием. При населении в 100 000 человек он занимает 1 км кв и является одним из самых густонаселенных мест на земле.
Города-побратимы — Гронинген, Нидерланды.